# Palau d'en Jaume Colom
El Palau d'en Jaume Colom o Palau de l'Almirall, era un palau gòtic residència del virrei de les Índies, construït pels primers colonitzadors de la ciutat de Santo Domingo, a la República Dominicana. L'edifici, servia com a residència del Virrei, de la seva família i com a lloc per a tractar els temes importants de govern de l'illa, lloc on rebre a persones importants com podria ser el rei.
Actualment se l'anomena Alcázar de Don Diego Colón, tot i que a mitjans del segle xx en Barroso l'anomena com a Palacio del Almirante. La denominació actual no té ni cinquanta anys. L'estat actual no correspon a la forma original, sinó a una reconstrucció romàntica de mitjan segle xx.

## Denominació oficial
En la relació del segon viatge a les Índies entre els anys 1493 i 1496, en Guillem Coma, barceloní que s'hi embarcà, indica que: ...la residència del Prefecte es diu Palau Reial.
La primera menció de l'edifici parla de casas de la Morada, en el testament del fill d'en Cristòfol Colom escrit en aquest mateix indret. I el trobem altre cop anomenat igual en l'obertura del mateix testament.
En tant que com a residència del Virrei de les Índies, i en cas de fer-hi estada el Rei, se l'anomenava Palau del Virrei o Palau Reial.

## Història

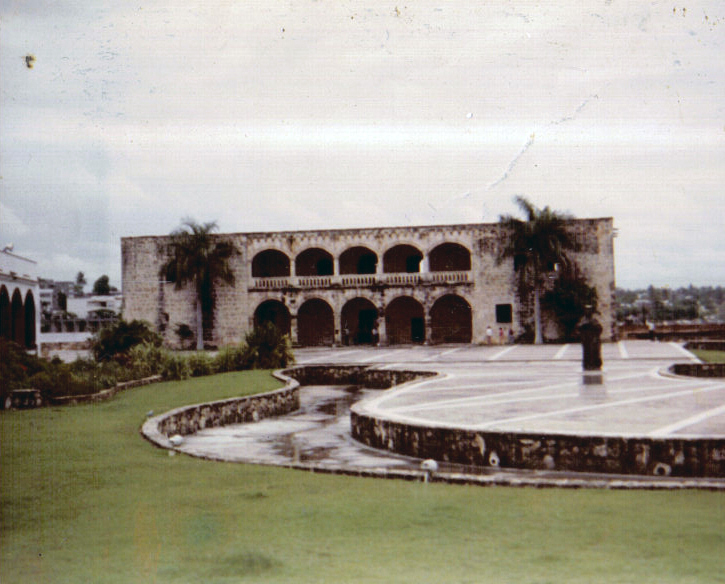
Vista del Palau

Tot i que segons en Guillem Coma, ja hi hauria un edifici anterior o provisional, en Francisco Garay va construir l'edifici per al segon Almirall de les Índies entre 1510 i 1514. Garay fou governador del Iucatán el 1519.
N'Amador de Lares l'ordenaren que anés a visitar las casas o cuarto de casa que había hecho el Almirante, per veure si era una casa forta. Va veure'n moltes obertures i/o finestres i també va dir que era molt plana.
Sabem que Sir. Francis Drake va saquejar els principals edificis de Santo Domingo quan va invadir l'illa el 1586 i s'endugué objectes del Palau. El 1767, quan era en ruines, es va pensar d'utilitzar l'edifici com a presó. El 1790, en una descripció de l'edifici, se sap que ja era en runes. Havien caigut els sostres amb els terres de la primera planta i la coberta ja feia anys que havia caigut. El 1870, va ser declarat pel govern dominicà, Monumento Nacional.

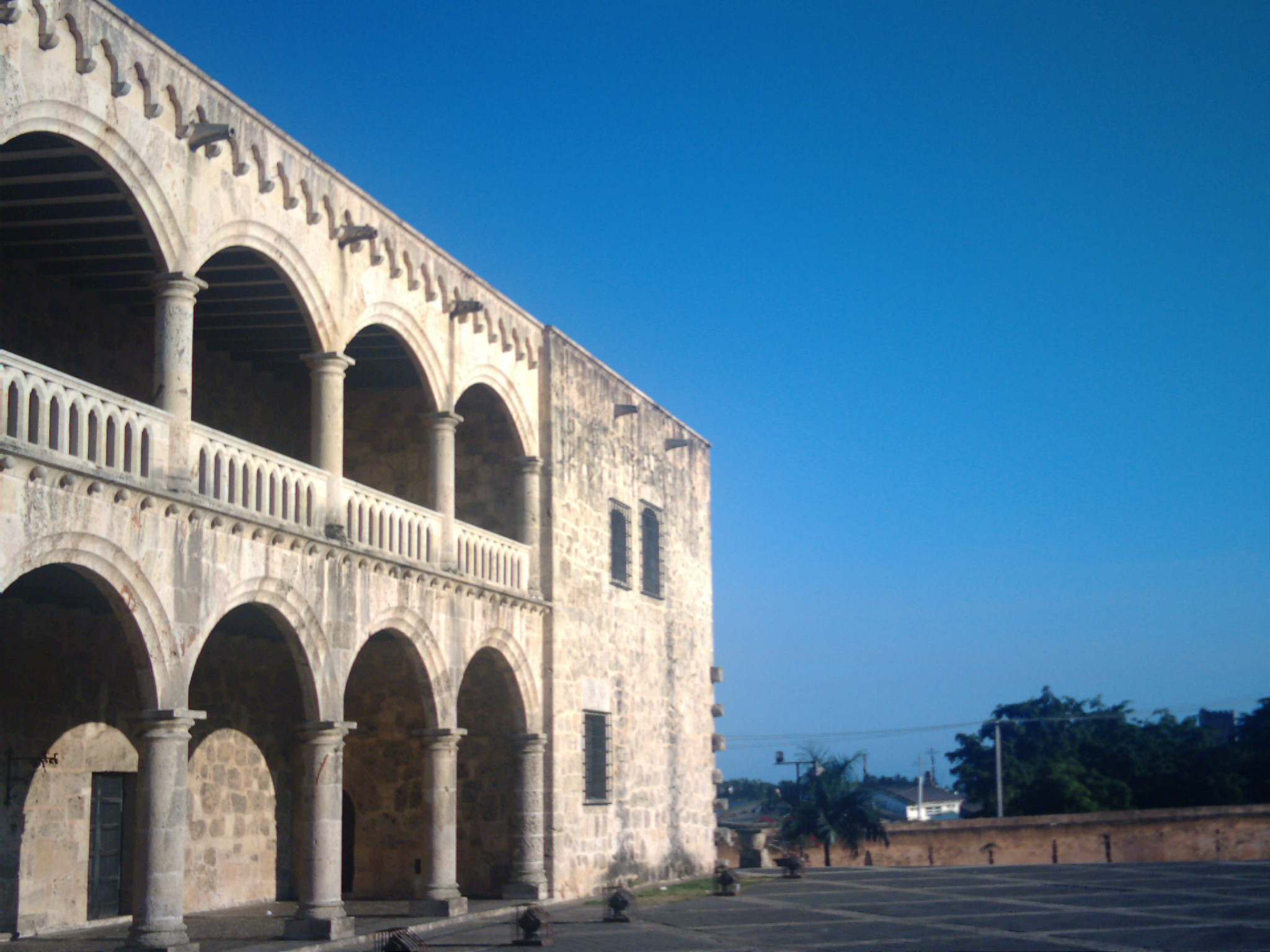
Vista del Palau l'any 2007

En el període de dictadura del Generalíssim Trujillo, el 1955, en Javier Barroso Sánchez-Guerra (1990†) començà a reconstruir-lo, canviant-li l'aspecte original, tot ignorant la documentació històrica de l'edifici, les restes i els gravats antics. Per entendre el perquè d'aquests canvis arquitectònics cal veure que aquest arquitecte espanyol afí al Franquisme, era germà del general franquista i ministre de l'exèrcit Antonio Barroso. Amb aquests contactes el dictador Trujillo contactà amb ell per tal de reconstruir el Palau de l'Almirall. Segons ell mateix, en Barroso feu la reconstrucció a partir d'una interpretació romàntica de l'edifici.
En la reconstrucció l'ajudà l'arquitecte dominicà Teófilo Carbonell (2001†). Tardaren 2 anys a acabar les obres de reconstrucció. Durant la Guerra Civil dominicana, en el 1965, l'edifici sofrí desperfectes que foren reparats més tard amb fons de l'OEA.

## Situació
El Palau és adalt d'un petit pujol al marge oriental del riu Ozama, dins el seu propi recinte emmurallat. Aquesta muralla protegia del mar i dela  zona interior de la ciutat. És orientat de nord-oest cap a sud-est recorrent l'edifici pel costat més llarg.
Límita al nord amb les Drassanes Reials, a l'est amb el riu Ozama on actualment hi passa una carretera, a l'oest amb el carrer La Atarazana i al Sud amb l'edifici de les Casas Reales. N'Emiliano Tejera, escriu en el Boletín del Archivo General de la Nación número 18-05 de 1941 que precisament l'edifici del Palau de l'Almirall ha tingut sempre l'aspecte que li varen donar els seus constructors.

## Espais

### Façanes
En la façana X hi havia una inscripció que avui encara no es pot identificar. Una lectura moderna la descriu com: 
| «                                                                          | QVERE M NENDO IMEIASSEM I D METIHMV | » |
| — Emiliano Tejera. , El palacio de Don Diego Colon en Santo Domingo, 1941. |                                     |   |

### Capella
Hi ha encara, una capella petita, sota les escales que donen accés a la primera planta per la galeria oriental de l'edifici. En aquesta capella hi havia un retaule gòtic de fusta. S'hi accedeix, a través de la sala, contigua al passadís central, que dona accés també a les habitacions de la cara nord de l'edifici. A part de la porta d'accés, la capella té dues obertures a l'exterior, una de gran i una de molt petita.